# برنت کوریگان
شان پل لاکهارت (انگلیسی: Sean Paul Lockhart؛ ۳۱ اکتبر ۱۹۸۶) بازیگر فیلم‌های پورنوگرافی همجنس‌گرایانه و هنرپیشه آمریکایی است. او بیشتر با نام برنت کوریگان (Brent Corrigan) در صنعت پورنوگرافی شناخته می‌شود.

## ورود به حرفه اصلی
کوریگان فعالیت در صنعت پورنوگرافی را از سال ۲۰۰۴ در سن ۱۷ سالگی آغاز کرد. وی در سپتامبر سال ۲۰۰۵ اعلام کرد که فیلمبرداری مربوط به صحنه‌های سکس او پیش از رسیدن او به سن قانونی گرفته شده است. همین اعتراف او باعث ایجاد جنجال شدیدی در صنعت پورنوگرافی شد؛ به همین خاطر استودیوهای پورنو، فروش اکثر فیلم‌های اولیه او را ممنوع کردند. وی در سال ۲۰۰۸ وارد سینما شد.